# Ештон (Небраска)
Ештон (енгл. Ashton) град је у америчкој савезној држави Небраска.

## Демографија
По попису из 2010. године број становника је 194, што је 43 (-18,1%) становника мање него 2000. године.
| Група             | 2000.       | 2010.        |
| Белци             | 231 (97,5%) | 194 (100,0%) |
| Афроамериканци    | 0 (0,0%)    | 0 (0,0%)     |
| Азијати           | 0 (0,0%)    | 0 (0,0%)     |
| Хиспаноамериканци | 1 (0,4%)    | 0 (0,0%)     |
| Укупно            | 237         | 194          |